# 巩义南站
巩义南站位于中华人民共和国河南省郑州市巩义市回郭镇，距巩义市中心约18.7公里。巩义南站中心里程为k642+487m，是徐兰客运专线中段郑西客运专线上的一个三等客运站，主要承担着巩义市、登封市、洛阳市偃师区、焦作市温县的来往旅客运输任务。

## 历史
巩义南站于2008年12月开工建设，时称新巩义站，后于2010年1月定名为巩义南站。2010年2月6日，巩义南站随郑西客运专线开通而投入运营。

## 车站结构
巩义南站站房建筑面积4999平方米，候车厅面积1996.8平方米，售票厅面积207.6平方米，能同时容纳600人同时候车。
车站设正线2条、到发线2条，安全线1条、维修线3条，站台长450米、宽9米。

## 旅客列车目的地
截至2021年5月，巩义南站每日停靠18列旅客列车，均为过路车。停靠列车目的地如下表所示：
| 列车所属路局 | 目的地                                 |
| ------------ | -------------------------------------- |
| 北京局集团   | 西安北、天津西                         |
| 成都局集团   | 成都东                                 |
| 济南局集团   | 重庆西、荣成                           |
| 兰州局集团   | 杭州东                                 |
| 上海局集团   | 合肥南、上海虹桥                       |
| 西安局集团   | 西安北                                 |
| 郑州局集团   | 北京西、成都东、广州南、兰州西、郑州东 |